# Esclavage dans la civilisation aztèque
Dans la structure de la société aztèque les esclaves, ou tlacotin (différents des prisonniers de guerre), constituaient une importante classe sociale.

## Description
Le concept aztèque d'esclavagisme était très différent de celui que les Européens de l'époque tentaient d'établir dans leurs colonies, même s'il avait beaucoup de points en commun avec celui de l'antiquité grecque ou romaine. Sahagún n'était pas convaincu sur la justesse du terme « esclavage » pour définir cette institution aztèque. Premièrement, le statut d'esclave était personnel, pas héréditaire, ce qui fait que le fils d'un esclave était libre. Un esclave pouvait posséder des biens et des terres, et même posséder lui-même ses propres esclaves. Les esclaves avaient le droit d'acheter leur propre liberté, et pouvaient devenir libres s'ils prouvaient d'avoir été malmené, ou si un de leurs propres fils venait à épouser une fille de leur maître.
Normalement, à la mort du maître, les esclaves ayant servi de manière exemplaire gagnaient la liberté. Le reste des esclaves étaient donnés de père en fils.
Une autre méthode pour acquérir la liberté a été décrite par Manuel Orozco y Berra dans La civilización azteca (1860): si, au tianquiztli (place du marché ; le mot a survécu dans l'espagnol contemporain « tianguis »), un esclave réussissait à fuir à son maître, courir au dehors des murs du marché, écraser avec son pied un excrément humain, et ensuite présenter son cas devant un juge, la liberté lui serait accordée. Par la suite il serait donc lavé, de nouveaux habits lui seraient fournis, sans que ces derniers ne soient de propriété du maître, et ensuite déclaré libre. Les personnes n'étant pas de la famille du maître pouvaient se faire convertir en esclave si elles essayaient d'empêcher une fuite semblable d'un esclave, c'est pour cela que généralement personne n'essayaient de prendre le fugitif.

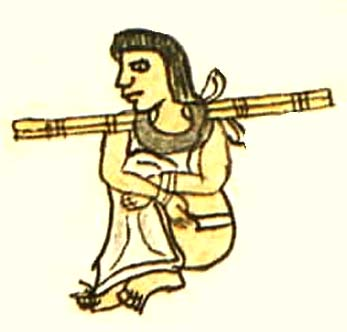
Esclave puni endossant un collier en bois

Orozco y Berra dit aussi qu'un maître ne pouvait vendre un esclave sans le consentement de ce dernier, à moins que l'esclave ne soit classé comme incorrigible par une autorité. L'incorrigibilité pouvait être déterminé par des actes répétés de fainéantise, tentative de fuite, ou alors de mauvaise conduite. Les esclaves incorrigibles devaient porter un collier en bois, accroché par des anneaux aux dos. Le collier n'était pas seulement un symbole de mauvaise conduite, mais avait été projeté de manière à rendre plus difficile la fuite dans les passages étroits.
Lorsqu'un esclave au collier se faisait acheter, l'acquérant se faisait informer sur le nombre de fois où l'esclave avait été vendu. En effet, un esclave vendu quatre fois comme étant incorrigible pouvait être ensuite vendu pour être sacrifié ; ce genre d'esclave offrait le droit à un prix en sous.[style à revoir]
Si un esclave avec le collier réussissait à se présenter dans le temple royal ou dans un autre temple, alors la liberté lui venait offerte.
Un aztèque pouvait devenir esclave comme peine pour certains crimes. Un homicide condamné à mort pouvait, à la suite d'une demande de la femme de la victime, devenir son esclave. Un père avait le droit de vendre ses enfants comme esclaves si ces derniers étaient déclarés comme incorrigibles par une autorité. Les gens ne payant pas leurs propres dettes pouvaient devenir eux aussi esclaves.
En le voulant, n'importe qui pouvait se vendre comme esclave à quelqu'un d'autre. Le futur esclave en question pouvait rester libre encore pour un peu de temps pour profiter de sa propre liberté qui lui serait enlevé généralement un an après sa propre vente à son futur maître. Ceci était souvent le destin des pratiquants des jeux de hasard et des vieilles ahuini (des courtisanes ou des prostituées).
Motolinía disait que certains prisonniers, les futures victimes de sacrifices, venaient traités comme des esclaves avec tous les droits d'un esclave aztèque jusqu'au moment de son sacrifice, mais on ne sait pas si ces droits comprenaient la possibilité de fuir.